# Zad wielkiego wieloryba
Zad wielkiego wieloryba – polski film obyczajowy z 1987 roku.

## Główne role
- Wojciech Malajkat – Robert
- Roman Rojewski – Rojewicz
- Sylwia Wysocka – Anna, dziewczyna Roberta
- Zbigniew Zamachowski – Wiciu
- Tadeusz Włudarski – pracownik Muzeum Narodowego
- Roman Wilhelmi – fryzjer
- Ewa Żukowska – matka Roberta

## Fabuła
Rojewicz zwany Royem to chłopak, który wyemigrował z kraju. Wspomina czas kiedy mieszkał w Warszawie w pracowni, gdzie spotykali się ludzie marginesu społecznego. Jednym z nich był Robert, niedoszły malarz. Chciał być malarzem i muzykiem, ale zniszczyły go narkotyki. Przestała się liczyć rodzina i dziewczyna, która zaszła z nim w ciążę. To wszystko wraca do Roya ze zdwojoną siłą na wieść o śmierci Roberta.